# PC-FX
PC-FX är en TV-spelskonsol av NEC som bara släpptes i Japan, vilket skedde 1994. Konsolen använde CD-media men hade ingen 3D-hårdvara vilket gjorde att den i längden inte kunde stå sig i konkurrensen mot bland andra Playstation och Nintendo 64. PC-FX hade dock ett kraftfullt stöd för videouppspelning vilket gjorde att den fick många "cinematiska" titlar under sin korta livstid.

## Hårdvara
Till skillnad från samtida konsolsystem hade PC-FX en uppåträtt profil liknande ett PC-chassi. CD-medierna laddades genom en lucka på toppen. På framsidan finns uttag för två handkontroller och ett minneskort. På bak- och undersidan fanns uttag för ett expansionskort, återigen liknande PC. Konsolen hade stöd för både handkontroll och mus. Ett antal expansioner var planerade, bl.a. 3D-accelerering, men dessa släpptes aldrig på grund av konsolens dåliga försäljning.

## Teknisk specifikation
- CPU: NEC V810 @ 21.475 MHz
- RAM: 2 MB
- VRAM: 1,25 MB
- Färgdjup: 16,8 miljoner färger
- Upplösning: 640 × 480 (max)
- Ljud: 16-bitars stereo vid 44,1 kHz

## Spel
Totalt släpptes 62 spel till PC-FX.

### Fotnoter
1. ↑  ”PC-FX” (på engelska). Giantbomb. https://www.giantbomb.com/pc-fx/3045-75/. Läst 24 maj 2017.